# Підгорний Микола Вікторович
Микола Вікторович Підгорний (5 [18] лютого 1903, Карлівка, Костянтиноградський повіт, Полтавська губернія, Російська імперія — 11 січня 1983, Москва, Російська РФСР, СРСР) — радянський державний і партійний діяч, 8-й перший секретар ЦК КПУ (1957—1963), 6-й голова Президії Верховної Ради СРСР (1965—1977). Депутат Верховної Ради УРСР 2–6-го скликань. Член ЦК КПУ у 1952—1966 роках. Кандидат у члени Бюро ЦК КПУ у вересні 1952 — серпні 1953 року. Член Президії ЦК КПУ у серпні 1953 — липні 1963 року. Член Центральної Ревізійної Комісії КПРС у 1952—1956 роках. Член ЦК КПРС у 1956—1981 роках. Кандидат у члени Президії ЦК КПРС у червні 1958 — травні 1960 року. Член Президії–Політбюро ЦК КПРС у травні 1960 — травні 1977 року. Депутат Верховної Ради СРСР 4–9-го скликань. Двічі Герой Соціалістичної Праці (16.02.1963, 16.02.1973).

## Біографія
Народився в Карлівці (тепер Полтавська область, Україна) у родині ливарника Карлівського машинобудівного заводу. З 1917 року працював учнем слюсаря та слюсарем Головних механічних майстерень міста Карлівки. У 1919 році закінчив міську школу. У 1921—1923 роках — секретар Карлівського районного комітету ЛКСМУ.
У 1926 році закінчив робітфак, у 1931 році — Київський технологічний інститут харчової промисловості.
Член ВКП(б) з 1930 року.
У 1931—1933 роках — старший помічник головного інженера Андрушівського цукрового заводу на Житомирщині. У 1933—1935 роках — заступник головного інженера Монастирищенського цукрового заводу Київської області. У 1935—1937 роках — головний інженер Кожанського цукрового заводу Київської області. У 1937—1939 роках — заступник головного інженера Вінницького, головний інженер Кам'янець-Подільського цукробурякотрестів.
У квітні 1939—1940 і в травні 1944 — квітні 1946 року — заступник наркома (міністра) харчової промисловості Української РСР. У 1940—1942 роках — заступник наркома харчової промисловості СРСР. У 1942—1944 роках — директор Московського технологічного інституту харчової промисловості.
У 1944—1946 роках — головний уповноважений уряду УРСР по переселенню українського населення з території Польщі в Українську РСР.
У квітні 1946 — травні 1950 року — постійний представник Ради Міністрів УРСР при уряді СРСР.
11 травня 1950 — 26 серпня 1953 року — 1-й секретар Харківського обласного комітету КПУ.
З 17 серпня 1953 року — 2-й секретар ЦК КПУ, 26 грудня 1957 — 2 липня 1963 року — 1-й секретар ЦК КПУ. За його перебування на цій посаді в Києві розгорнулося масове будівництво житла («хрущовок»), запрацював Київський метрополітен. У ті часи Підгорний та інші керівники УРСР підтримали ідею Хрущова про широкомасштабні засіви в республіці кукурудзи, що зазнало невдачі й висміювалося в суспільстві. 1963 республіку спіткав неврожай. Микита Хрущов зібрав у Києві партійно-господарський актив керівників, де прилюдно вилаяв Підгорного, потім викликав його до Москви й запропонував зайнятися легкою промисловістю СРСР.
У червні 1963 року Микитою Хрущовим був висунутий на посаду секретаря ЦК КПРС. 22 червня 1963 року на пленумі ЦК КПРС обрано секретарем ЦК КПРС. На цій посаді працював до грудня 1965 року.
Підгорний сприйняв це як образу, оскільки розумів, що його авторитет і владні повноваження в Кремлі були набагато меншими у порівнянні з попередньою посадою в Україні. У жовтні 1964 року разом із секретарем ЦК КПРС Леонідом Брежнєвим Підгорний став одним з учасників групи вищого партійного керівництва, які підготували і провели зміщення Микити Хрущова з посади першого секретаря ЦК КПРС (на думку деяких дослідників — відіграв вирішальну роль в усуненні Хрущова).
На пленумі ЦК КПРС (жовтень 1964) М.Хрущова звільнили з посад, учасники зібрання запропонували обрати замість нього секретарем ЦК КПРС Підгорного, але він відмовився на користь Брежнєва. Після того владно-управлінські повноваження Підгорного розширилися, за фактичним впливом на вертикаль влади в СРСР виник своєрідний тріумвірат: Брежнєв, власне Підгорний і голова РМ СРСР Олексій Косигін. Така ситуація не могла існувати протягом тривалого часу, тому що містила потенційну загрозу особистій владі Л.Брежнєва. 2 вересня 1965 Леонід Брежнєв на засіданні президії ЦК КПРС поставив на обговорення лист секретаря ЦК КПУ Петра Шелеста, в якому пропонувалося надати УРСР право самостійної зовнішньої торгівлі. Дискусія засвідчила, що Брежнєв діяв навмисно, оскільки Шелеста звинуватили в політичних помилках: спробі підриву монополії зовнішньої торгівлі СРСР, «місництві», потуранні українського націоналізму, а самого Підгорного — у «кураторстві» над Україною. З грудня 1965 до червня 1977 року очолював Президію Верховної Ради СРСР.

## Зміщення
У червні 1977 року був звільнений з посади Голови Президії Верховної Ради СРСР проти його волі та відправлений на пенсію; також одночасно виведений зі складу Політбюро ЦК КПРС. Посаду Голови Президії Верховної Ради СРСР зайняв Леонід Брежнєв, який вже був Генеральним секретарем ЦК КПРС. Це був хід групи партійних чиновників на чолі з Брежнєвим по концентрації в одних руках як партійної, так і «законодавчої» державної влади.
Помер 11 січня 1983 року, похований у Москві на Новодівочому кладовищі.

## Сім'я
- Дружина — Підгорна Олена Олексіївна (Назарова) (1908—1995)
- Донька — Підгорна Наталя Миколаївна, доцент кафедри хвороби ока 1-го Московського медичного університету імені Сечєнова.[1]
- Донька — Наумова (Підгорна) Леся Миколаївна[2], біолог-селекцеонер
- Син — Підгорний Анатолій Миколайович (1932—1996), академік та член НАН України, голова інституту проблем машинобудування Академії наук України.

Хобі - шахмати

## Нагороди
- двічі Герой Соціалістичної Праці (16.02.1963, 16.02.1973)
- п'ять орденів Леніна (26.04.1957, 26.02.1958, 16.02.1963, 2.12.1971, 16.02.1973)
- орден Трудового Червоного Прапора (23.01.1948)
- орден Білого Лева І ст. (Чехословаччина, 1970)
- медаль «За трудову доблесть» (25.12.1959)
- медалі